# Irene López Heredia

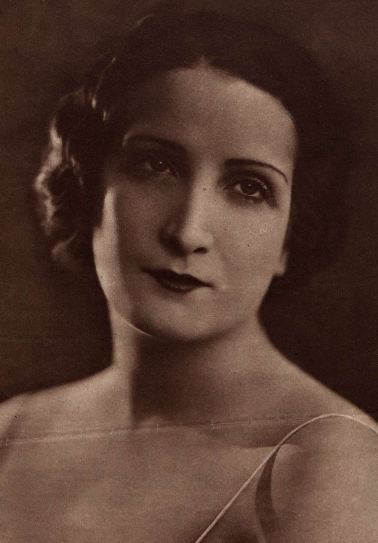
Irene López Heredia, 1929

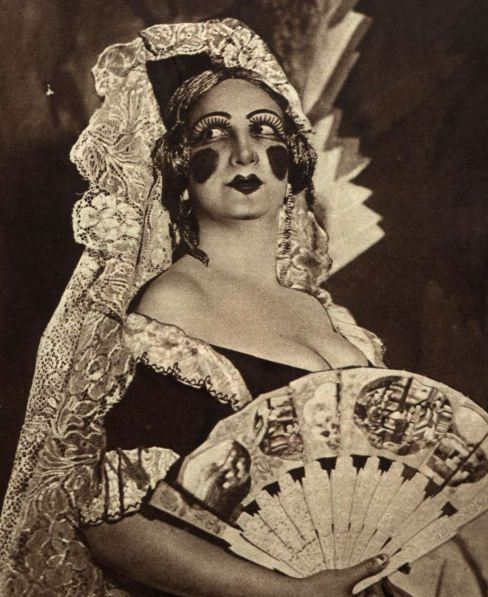
Auf der Bühne in Farsa y licencia de la reina castiza von Ramón María del Valle-Inclán, 1931

Irene López Heredia (* 1894 in Mazarrón; † 10. Oktober 1962 in Madrid) war eine spanische Theater- und Filmschauspielerin.

## Leben
Aus López Heredias Elternhaus weiß man nur, dass der Vater ein Bauingenieur und dagegen war, dass sie Schauspielerin wurde, weshalb sie in jungen Jahren nach Madrid ging und dort in das Ensemble von María Guerrero eintrat. Mit dem Ensemble tourte sie durch Spanien und Lateinamerika und lernte das Handwerk.
Später gründete sie mit Ernesto Vilches, ihrem ersten Ehemann, ein Ensemble. Sie etablierte sich am Teatro Infanta Beatriz und inszenierte Stücke von Oscar Wilde wie Das Gespenst von Canterville, Ein idealer Gatte oder  Lady Windermeres Fächer  und Candida von George Bernard Shaw, sowie Uraufführungen wie Amores y amoríos von den Brüdern Álvarez Quintero oder La noche del sábado von Jacinto Benavente, allesamt zwischen 1915 und 1930. Sie spielte, was in ihrer Zeit als Alta Comedia bezeichnet wurde und spielte mit Leichtigkeit, natürlicher Eleganz und als Paar mit Vilches mit wirtschaftlichem Erfolg.
Nach einer beruflichen und privaten Trennung von Vilches schloss sie sich dem Schauspieler Mariano Asquerino an, mit dem sie in den 1930er und 1940er Jahren unter anderem La prima Fernanda (1931) der Brüder Manuel und Antonio Machado aufführte, Farsa y licencia de la reina castiza (1931) und El embrujado (1931), beide von Ramón María del Valle-Inclán, sowie die Stücke La malquerida, Judith, La última carta (1941), Divorcio de almas (1948), La escuela de las princesas (1930), Campo de armiño (1940) und La princesa Bebé (1940), die letzten drei von Jacinto Benavente.
Weitere bemerkenswerte Stücke in ihrem Repertoire waren L’Aigle à deux têtes (1948) von Jean Cocteau, A birritta cu’ i ciancianeddi (sizilianisch „Die Narrenkappe“, 1948) von Luigi Pirandello oder Almas prisioneras (1953) und Rosas de otoño (1953), beide von Benavente, El teatrito de don Ramón von José Martín Recuerda, Don Juan Tenorio von José Zorrilla, Der Besuch der alten Dame von Friedrich Dürrenmatt oder die Orestie von Aischylos, alle vier im Laufe des Jahres 1959 am Teatro Español, sowie Sechs Personen suchen einen Autor von Pirandello und Hedda Gabler von Henrik Ibsen.
Sie war bis 1960 auf der Bühne tätig unter anderem in verschiedenen Inszenierungen von José Tamayo.
Sie wirkte auch in gewissem Umfang und in kleineren Rollen in Kinofilmen mit, unter anderem als „Sofia“ in der zuerst veröffentlichten spanischen Version von Herr Satan persönlich (Orson Welles, 1955) und in den Titeln: El golfo (1917), Doce hombres y una mujer (1934), Buenos días amor (1958) und De espalda a la puerta (1959).